# Acronicta dissecta
Acronicta dissecta là một loài bướm đêm trong họ Noctuidae.